# Cripta e museo di Sant'Anastasio
La cripta di Sant'Anastasio è una costruzione sorta al di sotto del complesso religioso altomedievale di Sant'Anastasio (abbattuto nel 1907). Si trova ad Asti nel rione Cattedrale, a poche centinaia di metri dalla cattedrale di Santa Maria Assunta. La cripta è inserita nel complesso del Museo di Sant'Anastasio.

## Le origini
Secondo lo storico Paolo Diacono, autore della Historia Langobardorum, il re Liutprando, in seguito alle campagne di espansione nell'Italia centrale, visitò come pellegrino alcuni luoghi santi della via Laurentia dedicati al culto del martire persiano Anastasio.
Giunto al nord, si prodigò perché in tutto il suo dominio si sviluppasse e sorgessero luoghi di culto dedicati al santo.
Questo fa pensare che, essendo Asti sede ducale longobarda, la cripta risalga al periodo di regno di Liutprando (712-744).
Una suggestiva ipotesi, di don Stefano Daquino, configura la possibilità che il primitivo luogo della cripta sia nato in seguito alla sepoltura di uno dei primi vescovi astigiani, appunto un Anastasio, di cui nei secoli si sono perse le tracce.
Nel XIII secolo l'ampia eco del culto di sant'Anastasio di Sergiopoli probabilmente si fuse con il lontano ricordo del vescovo astigiano.

## Architettura

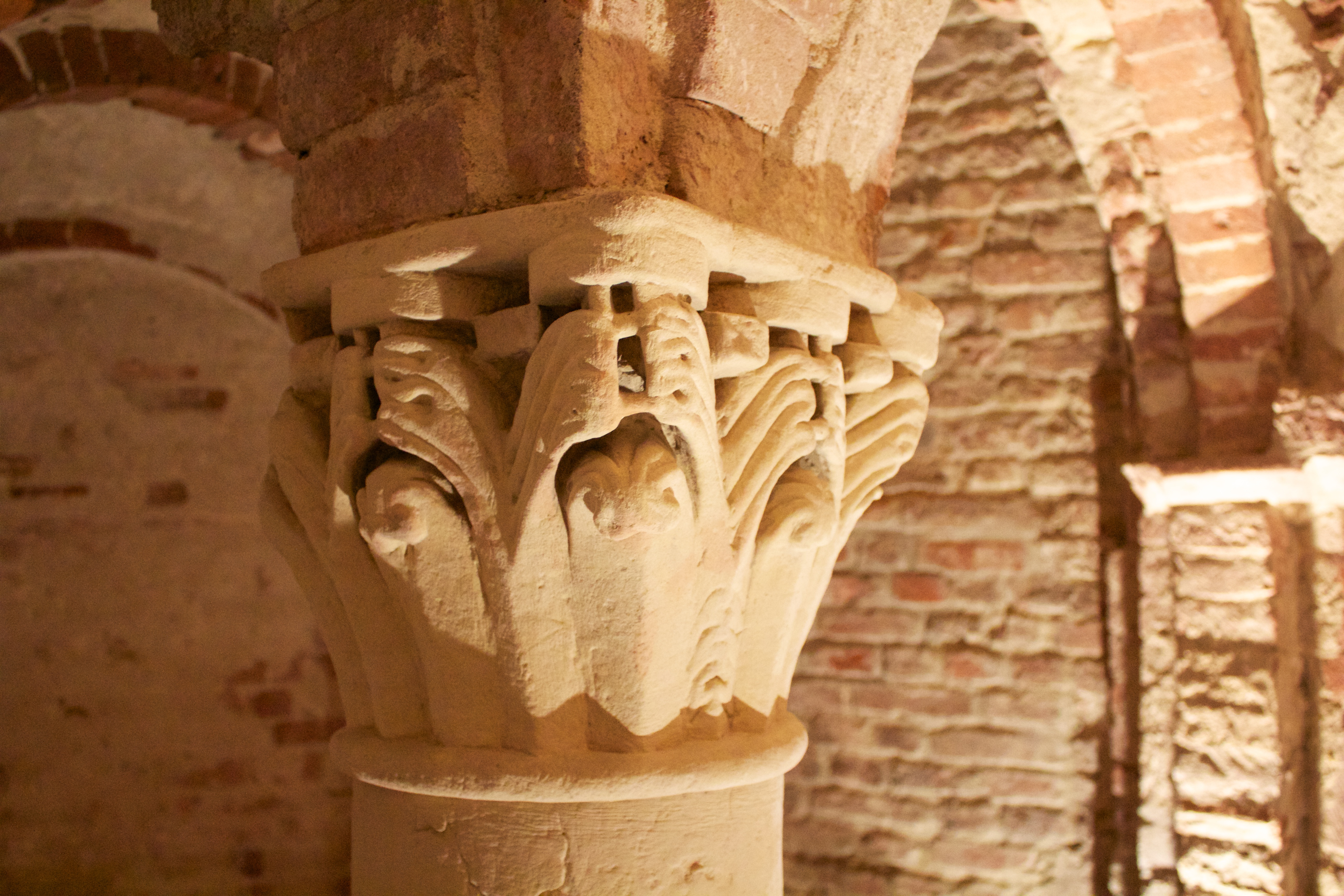
Particolare di un capitello

La cripta è una costruzione a pianta basilicale, suddivisa in tre piccole navate con volte a crociera. Il nucleo centrale presenta colonne e capitelli, probabilmente recuperati da edifici precedenti romani.
Esternamente a questo nucleo il resto delle colonne è stato appositamente realizzato per la cripta in pietra di arenaria.

Negli ambienti contigui, vi sono resti di pavimentazione romana, qualche insediamento abitativo e tombe risalenti al VII secolo/X secolo. Più esternamente è ancora presente il muro di fondazione della prima chiesa altomedievale di Sant'Anastasio (VII secolo), resti della successiva chiesa romanica (XI secolo) ed una parte del muro perimetrale della chiesa seicentesca.

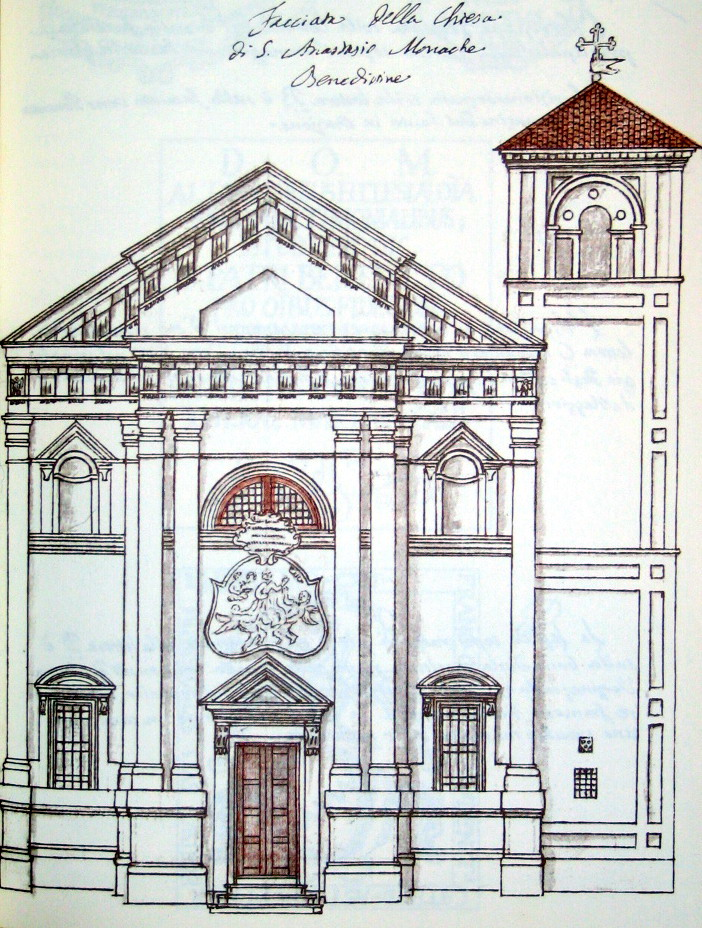
La chiesa di Sant'Anastasio da un disegno dell'Incisa del 1806

## La chiesa di Sant'Anastasio
Le campagne archeologiche svolte tra il 1996 e il 1997, hanno portato in luce che la chiesa di Sant'Anastasio faceva parte dell'omonimo monastero femminile benedettino, documentato già nel 1008, ma di probabile origine longobarda. Su questo primo edificio, venne costruita una chiesa romanica (da cui provengono alcuni capitelli esposti nel museo).
Tra il 1597 e 1619, la chiesa venne quasi completamente demolita e fu eretta una nuova chiesa in stile barocco con la facciata prospiciente la contrada Maestra (l'attuale corso Alfieri). Di questo edificio rimane il disegno di Stefano Giuseppe Incisa  del 1806.

Nel periodo napoleonico (1802), il convento privatizzato venne acquistato dai conti Cotti Ceres, che lo donarono nel 1835 al comune di Asti.
Dopo alcuni anni di utilizzo per attività didattiche, nel 1907 il comune decise di demolire i fabbricati erigendo il nuovo liceo classico. È proprio in seguito a quest'ultima demolizione che avvenne il ritrovamento dei primi resti archeologici.

## Il museo
Il Museo, oltre ad ospitare i capitelli in arenaria provenienti dalla seconda chiesa romanica di S.Anastasio risalente al XII secolo, raccoglie una collezione di resti di età romana ripercorrendo l’architettura dei ritrovamenti fino al periodo altomedievale: pietre cantonali, stemmi di casseforti cittadine, mensole, conci d’arco, e reperti provenienti da ben 4 chiese eretta tra il VIII ed il XVII secolo, il suo fulcro ascrivibile all’anno Mille è esso stesso considerato sito archeologico di evidente importanza storica soprattutto per la posizione centrale che occupava all’interno della cinta muraria della città di Asti.
La parte ovest del museo presenta variegate testimonianze di valore archeologico: dalle grandi lastre di pietra, in opus caementicium databili al I secolo d.C. che pavimentavano il foro dell’antica Hasta, alle tombe del VII-VIII secolo, oltre alle tracce di uno dei muri appartenenti alla chiesa seicentesca, poi abbattuta nel 1907.
Mentre nell'area ovest del museo è presente la cripta e i contigui resti archeologici, la zona est conserva resti lapidei di pertinenza del sito di Sant'Anastasio, a cui si aggiungono elementi dell'area cittadina tra il VII secolo e XVI secolo:
- lapide funeraria romana
- capitelli in arenaria del XII secolo di provenienza della seconda chiesa romanica di Sant'Anastasio, di ispirazione genovese e milanese
- capitelli e mensole provenienti dalla chiesa gotica della Maddalena (demolita nell'Ottocento), un tempo situata nel rione San Silvestro nelle adiacenze del Castelvecchio
- elementi archeologici e scultorei provenienti da varie chiese astigiane
- stemmi, angolari e cantonali provenienti da torri e case-forti della città.

## Galleria d'immagini

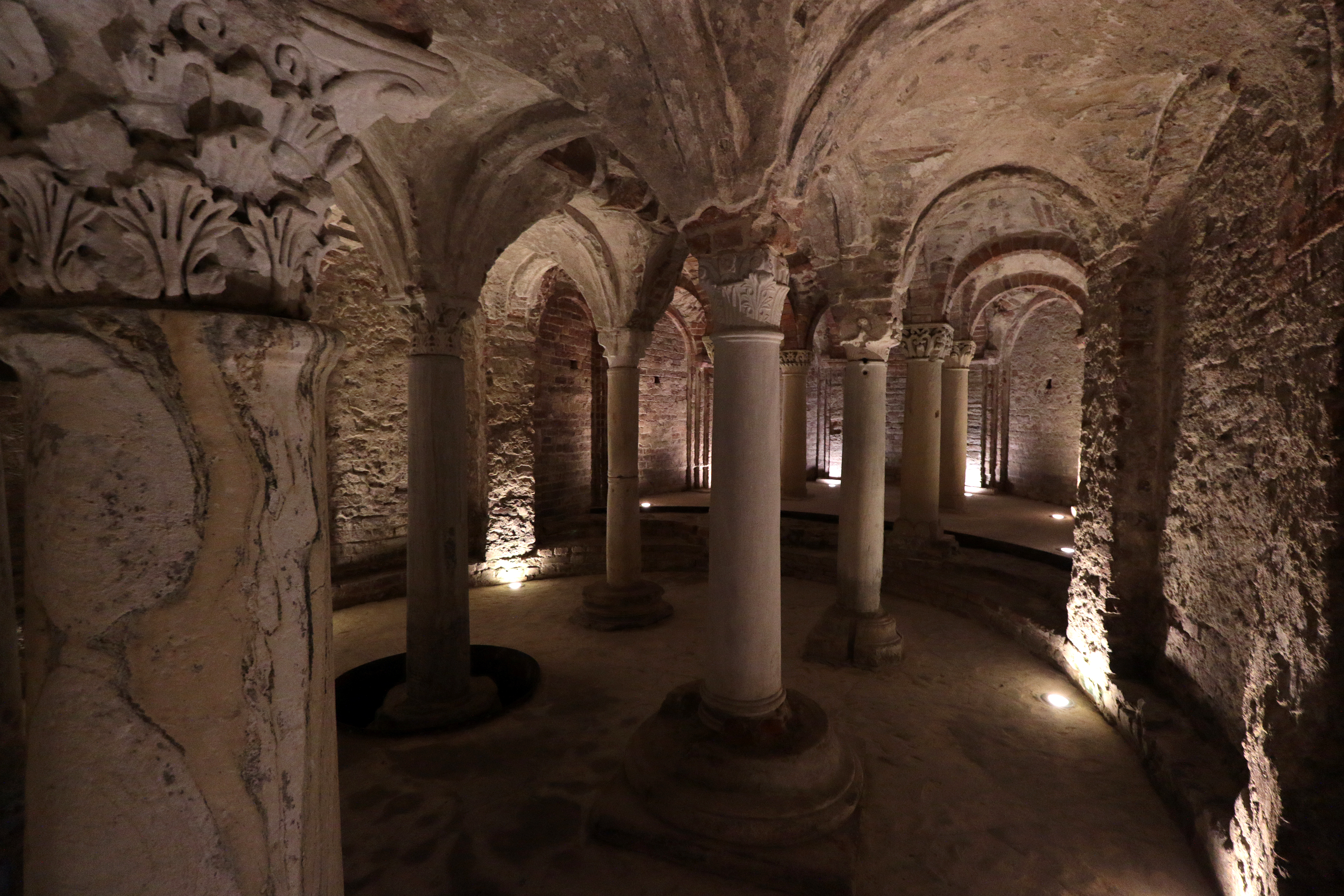
La cripta
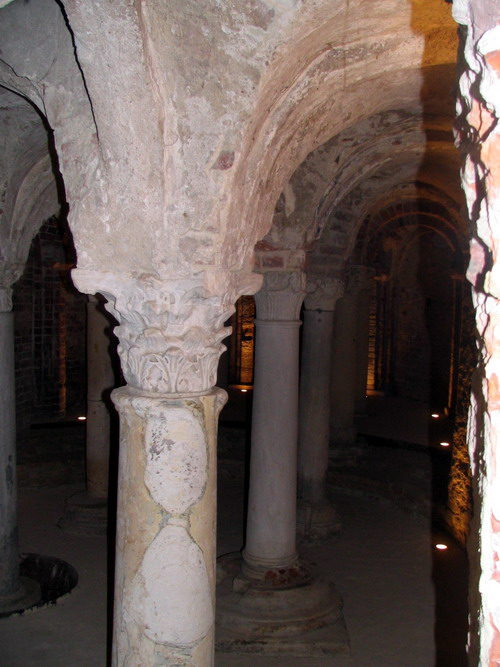
Cripta, particolare
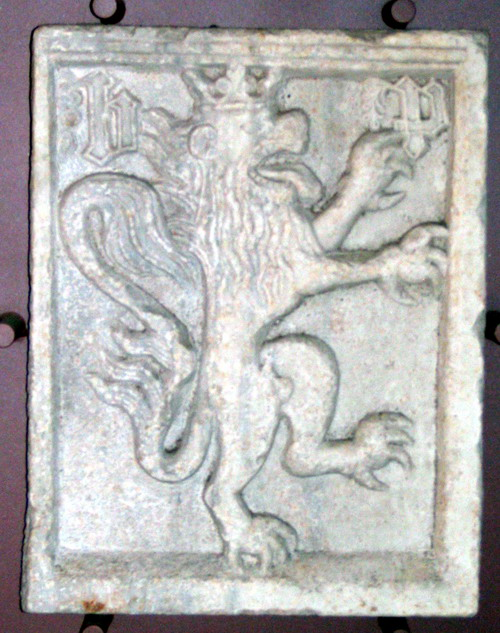
Stemma della famiglia Pelletta
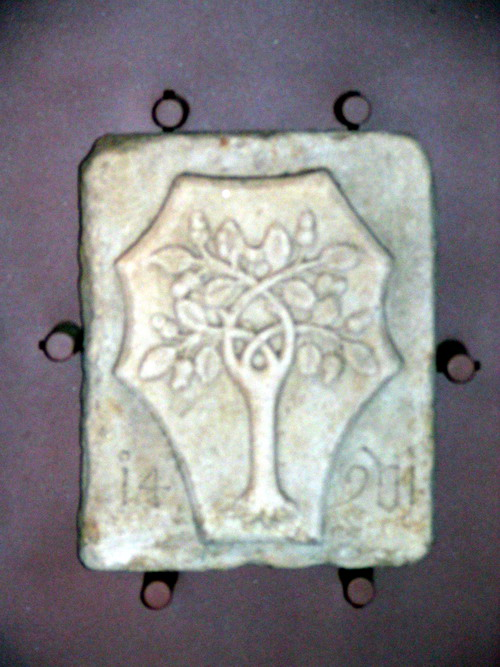
Stemma della famiglia Della Rovere
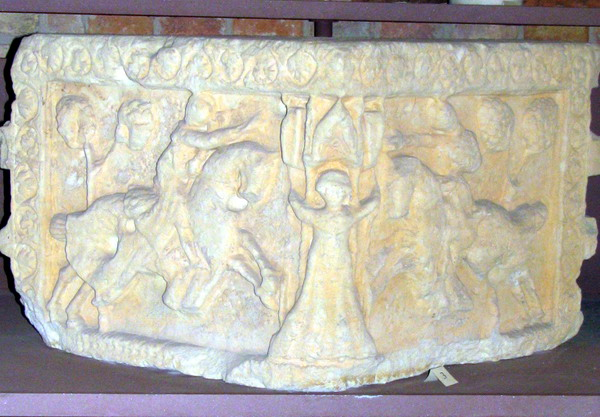
Cantonale
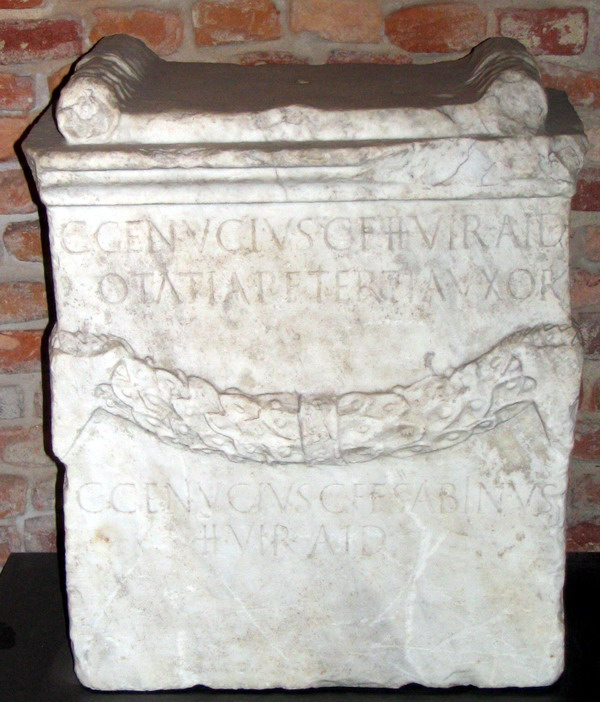
Ara romana
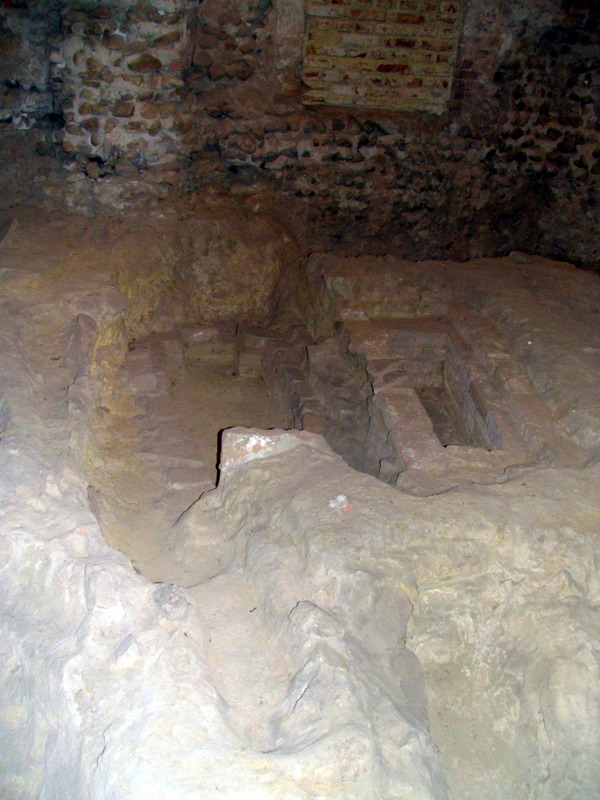
Tombe
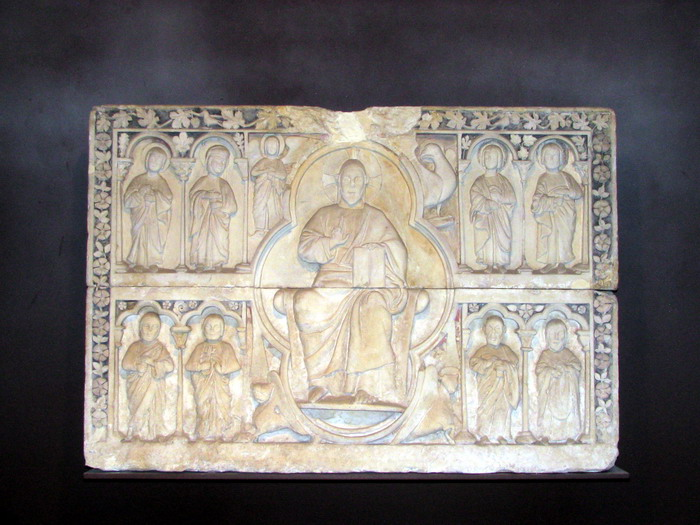
Paliotto proveniente dalla chiesa di San Pietro in Consavia
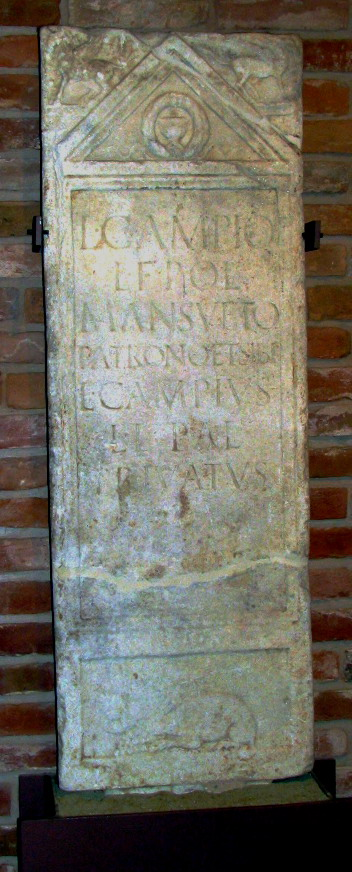
Lapide funeraria romana